# اودا میلاپیتیا
اودا میلاپیتیا (به لاتین: Uda Mailapitiya) یک منطقهٔ مسکونی در سری‌لانکا است که در استان مرکزی (سری‌لانکا) واقع شده‌است.